# Le Bizarre Incident du chien pendant la nuit (pièce de théâtre)
Le Bizarre Incident du chien pendant la nuit (The Curious Incident of the Dog in the Night-Time) est une pièce de théâtre de Simon Stephens créée en 2012 au Royal National Theatre de Londres. Il est adapté du roman du même nom de Mark Haddon. 
Elle remporte un succès critique très important, remportant 7 Laurence Olivier Awards au Royaume-Uni et 5 Tony Awards aux États-Unis.

## Signification du titre
Le titre provient d'une remarque faite par Sherlock Holmes, le détective créé par Sir Arthur Conan Doyle, dans la nouvelle Flamme d'Argent. Le héros
est Christopher Boone, qui est un fan du détective britannique.

## Résumé
Les tribulations de Christopher, un enfant de 15 ans habitant à Swindon (Wiltshire), atteint d'un trouble envahissant du développement.

## Distinctions
- Laurence Olivier Awards 2013[1]
  - Meilleure nouvelle pièce
  - Meilleur metteur en scène pour Marianne Elliott
  - Meilleur acteur pour Luke Treadaway
  - Meilleur second rôle féminin pour Nicola Walker
  - Meilleure conception sonore
  - Meilleures lumières
  - Meilleurs décors
- Tony Awards 2015[2]
  - Tony Award de la meilleure pièce
  - Tony Award de la meilleure mise en scène pour une pièce pour Marianne Elliott
  - Tony Award du meilleur acteur dans une pièce pour Alex Sharp
  - Tony Award des meilleures lumières
  - Tony Award des meilleurs décors pour une pièce